# Chlorolydella schistacea
Chlorolydella schistacea là một loài ruồi trong họ Tachinidae.